# Hermann Weinbuch
Hermann Weinbuch (* 22. März 1960 in Bischofswiesen) ist ein ehemaliger deutscher Nordischer Kombinierer und ehemaliger Bundestrainer der Nordischen Kombinierer im Deutschen Skiverband (DSV). Bei den Nordischen Skiweltmeisterschaften 1985 und 1987 gewann er drei Goldmedaillen und eine Bronzemedaille. Zudem gewann er in der Saison 1985/86 den Gesamtweltcup in der Nordischen Kombination. Die von ihm als Bundestrainer betreuten Sportler gewannen bei Olympischen Spielen und Weltmeisterschaften 57 Medaillen (Stand 2023).

## Karriere

### Als Aktiver
Im Juniorenbereich nahm er 1978 an den Nordischen Junioren-Skiweltmeisterschaften in Murau teil und gewann im Einzelwettbewerb vor den beiden DDR-Athleten Andreas Fleischmann und Uwe Dotzauer. Ein Jahr später verteidigte er seinen Titel bei den Nordischen Junioren-Skiweltmeisterschaften in Mont Sainte-Anne und gewann vor seinen beiden Landsmännern Martin Schartel und Hubert Schwarz. Er nahm zudem 1982 und 1984 an den Nordischen Skiweltmeisterschaften teil und belegte mit dem Team in Oslo den vierten und in Rovaniemi den fünften Platz. Bei den Olympischen Spielen 1984 in Sarajevo belegte er im Einzelwettbewerb den achten Platz.
In der Saison 1983/84 nahm er an dem erstmals ausgetragenen Weltcup der Nordischen Kombinierer teil und debütierte am 17. Dezember 1983 beim ersten Wettbewerb der Saison. Er beendete den Wettkampf in Seefeld auf dem 15. Platz und holte damit einen Weltcuppunkt. Am Ende der Saison belegte er mit insgesamt 42 Weltcuppunkten den 10. Platz in der Gesamtwertung.
In der Saison 1984/85 feierte er beim Heimweltcup in Schonach seinen ersten Weltcupsieg. Er gewann das Rennen vor dem Norweger Geir Andersen und seinem Teamkollegen Hubert Schwarz. Mit dem ersten Weltcupsieg im Rücken gewann er bei den Nordischen Skiweltmeisterschaften 1985 in Seefeld zwei Goldmedaillen. Im Einzelwettbewerb gewann er vor Geir Andersen und Jouko Karjalainen und im Team gemeinsam mit Thomas Müller und Hubert Schwarz vor den Mannschaften aus Norwegen und Finnland. In der Gesamtwertung der Saison belegte er mit insgesamt 126 Punkten den zweiten Platz hinter dem Norweger Geir Andersen.
Durch Siege in Schonach, Murau, Lahti und Štrbské Pleso sicherte er sich mit insgesamt 120 Punkten den ersten Platz in der Gesamtwertung des Weltcups 1985/86 vor seinem Teamkollegen Thomas Müller und dem Norweger Geir Andersen. Er war damit der erste Weltcupsieger, der nicht aus Norwegen kam.
Bei den Nordischen Skiweltmeisterschaften 1987 im heimischen Oberstdorf verteidigte er mit Hans-Peter Pohl und Thomas Müller den Titel im Team-Wettbewerb, was einer Nation zum ersten Mal gelang. Im Einzelwettbewerb gelang ihm dies nicht, hinter den Norwegern Torbjørn Løkken und Trond Arne Bredesen gewann er aber die Bronzemedaille. Im Gesamtweltcup belegte er hinter Torbjørn Løkken mit insgesamt 100 Punkten den zweiten Platz. Nach der Saison beendete er seine aktive Karriere und verabschiedete sich mit einem Sieg in Oslo aus dem Weltcup.
Für seine sportlichen Erfolge wurde er 1985 vom Bundespräsidenten mit dem Silbernen Lorbeerblatt ausgezeichnet.

### Als Trainer
Nach der aktiven Karriere absolvierte Weinbuch eine Ausbildung zum Diplomtrainer an der Sporthochschule in Köln. Anschließend wurde er zunächst im Nachwuchsbereich eingesetzt. Im Jahr 1996 wurde er Bundestrainer für die Nordische Kombination. Seitdem hatte er mit einer kurzen Unterbrechung diese Position inne. Die deutschen Athleten gewannen unter seiner Führung eine Vielzahl an Medaillen bei Weltmeisterschaften und Olympischen Spielen und waren sehr erfolgreich im Weltcup. Nachdem Weinbuch nach den Weltmeisterschaften 2011 angekündigt hatte, sich als Bundestrainer zurückziehen zu wollen, wurde eigens eine Cheftrainer-Funktion für ihn geschaffen. Nach 27 Jahren beendete er nach der Saison 2022/23 die Tätigkeit als Bundestrainer.

## Erfolge

### Medaillen bei Weltmeisterschaften
- 1985 in Seefeld: Gold im Einzel und im Team
- 1987 in Oberstdorf: Gold im Team und Bronze im Einzel

### Platzierungen bei Olympischen Winterspielen
| Jahr und Ort     | Wettbewerb     | Wettbewerb       |
| Jahr und Ort     | Gundersen (NK) | Großschanze (SP) |
| ---------------- | -------------- | ---------------- |
| 1980 Lake Placid | 16.            | 48.              |
| 1984 Sarajevo    | 08.            | –                |
| 1988 Calgary     | 29.            | –                |

### Weltcupsiege im Einzel
| Nr. | Datum            | Ort           | Disziplin               |
| --- | ---------------- | ------------- | ----------------------- |
| 1.  | 5. Januar 1985   | Schonach      | Gundersen Normalschanze |
| 2.  | 16. März 1985    | Oslo          | Gundersen Großschanze   |
| 3.  | 4. Januar 1986   | Schonach      | Gundersen Normalschanze |
| 4.  | 18. Januar 1986  | Murau         | Gundersen Normalschanze |
| 5.  | 28. Februar 1986 | Lahti         | Gundersen Normalschanze |
| 6.  | 22. März 1986    | Štrbské Pleso | Gundersen Normalschanze |
| 7.  | 21. März 1987    | Oslo          | Gundersen Großschanze   |

### Weltcupsiege im Team
| Nr. | Datum            | Ort        | Disziplin |
| --- | ---------------- | ---------- | --------- |
| 1.  | 25. Januar 1985  | Seefeld    | Staffel 1 |
| 2.  | 8. März 1986     | Falun      | Staffel 2 |
| 3.  | 19. Februar 1987 | Oberstdorf | Staffel 3 |

## Auszeichnungen

### Sportler
- Holmenkollen-Medaille: 1987

### Trainer
- DOSB-Trainer des Jahres: 2013[6]

## Familie
Sein Vater Helmut Weinbuch war Funktionär im Deutschen Skiverband und im Internationalen Skiverband. Weinbuch ist verheiratet und hat zwei Kinder.